# رينالداس سيبوتيس
رينالداس سيبوتيس (بالليتوانية: Renaldas Seibutis)‏ مواليد 23 يوليو 1985، هو لاعب كرة سلة ليتواني يلعب في الدوري التركي لكرة السلة ويحمل الرقم 9. يبلغ طوله 6 قدم 6 بوصة (2.0 م).

## فرق لعب لها
- نادي أولمبياكوس لكرة السلة
- بلباو باسكت
- ليتوفوس رايتس

## الميداليات
| الميدالية | المسابقة                         |
| --------- | -------------------------------- |
| برونزية   | بطولة كأس العالم لكرة السلة 2010 |
| فضية      | بطولة أمم أوروبا لكرة السلة 2013 |

## روابط خارجية
- رينالداس سيبوتيس على موقع الاتحاد الدولي لكرة السلة (الإنجليزية)
- رينالداس سيبوتيس على موقع الدوري الأوروبي لكرة السلة (الإنجليزية)
- رينالداس سيبوتيس على موقع سبورتس رفرنس (الإنجليزية)
- رينالداس سيبوتيس على موقع الدوري الإسباني لكرة السلة (الإسبانية)
- رينالداس سيبوتيس على موقع كرة السلة الأوروبية.كوم (الإنجليزية)
- رينالداس سيبوتيس على موقع ريلجم (الإنجليزية)
- رينالداس سيبوتيس على موقع بروبوليرز (الإنجليزية)
- رينالداس سيبوتيس على موقع سبورتس رفرنس (الإنجليزية)
- رينالداس سيبوتيس على موقع أوليمبيديا (الإنجليزية)
- رينالداس سيبوتيس على موقع اللجنة الأولمبية الليتوانية (الليتوانية)